# Kutry transportowo-pasażerskie projektu 4142
Kutry transportowo-pasażerskie projektu 4142 – seria trzech, polskich pomocniczych jednostek pływających – kutrów transportowo-pasażerskich, zbudowanych w Tczewskiej Stoczni Rzecznej dla Marynarki Wojennej.

## Historia
W latach siedemdziesiątych XX wieku rozpoczęto prace nad wprowadzeniem do służby nowych typów pomocniczych jednostek pływających, których to rozpoczęcie wymusiło rozwój floty, przez co wzrosło zapotrzebowanie na małe jednostki zdolne do transportu ładunków oraz ludzi na terenach portów wojennych i red. Używana wówczas flota czterech kutrów transportowo-pasażerskich projektu Pr-3 okazała się być niewystarczająca. W połowie lat osiemdziesiątych XX wieku w centrum badawczym Navicentrum opracowano na bazie jednostek projektów B447, B574 typ nowych, zmodernizowanych kutrów oznaczonych jako projekt 4142. Budowę zlecono Tczewskiej Stoczni Rzecznej, gdzie zbudowano 3 jednostki tego typu, które trafiły do służby w latach 1988–1989. Na bazie kutrów proj. 4142 wybudowano serię kutrów hydrograficznych oznaczonych jako projekt 4234.
Kutry projektu 4142 przeznaczone są do transportu ludzi i ładunków, pełnienia misji ratowniczych, pełnienia roli okrętu-bazy dla grup szkoleniowych i płetwonurków oraz do zabezpieczania przeciwdywersyjnego okrętów stacjonujących w portach wojennych.
| Zestawienie kutrów transportowo-pasażerskich projektu 4142 | Zestawienie kutrów transportowo-pasażerskich projektu 4142 | Zestawienie kutrów transportowo-pasażerskich projektu 4142 | Zestawienie kutrów transportowo-pasażerskich projektu 4142 |
| Nazwa                                                      | Wejście do służby                                          | Przynależność                                              | Port macierzysty                                           |
| ---------------------------------------------------------- | ---------------------------------------------------------- | ---------------------------------------------------------- | ---------------------------------------------------------- |
| K-5                                                        | 15 lutego 1988                                             | 3 Flotylla Okrętów                                         | Gdynia                                                     |
| K-7                                                        | 15 grudnia 1988                                            | 8 Flotylla Obrony Wybrzeża                                 | Świnoujście                                                |
| K-9                                                        | 25 września 1989                                           | 3 Flotylla Okrętów                                         | Gdynia                                                     |

## Konstrukcja
Kutry projektu 4142 są pomocniczymi jednostkami pływającymi o długości całkowitej wynoszącej 18,88 m, szerokości 4,4 m oraz zanurzeniu 1,5 m. Wyporność pełna wynosi 45 ton. Konstrukcja kadłuba stanowi rozwinięcie starszych jednostek projektów B447, B574 i jest taka sama jak w wypadku nowszych kutrów hydrograficznych projektu 4234, które to zostały opracowane na bazie jednostek projektu 4142. W odróżnieniu od pierwowzorów w wypadku kutrów proj. 4142 i 4234 zastosowano inny układ napędowy. Jednostki proj. 4142 mają w części dziobowej oraz rufowej ładownię ze składanymi siedzeniami, w której to mogą pomieścić 20 osób lub 8 ton ładunku. Na śródokręciu znajduje się siłownia oraz pomieszczenia załogi. Pozostałe miejsca dla pasażerów znajdują się w pokładówce, tuż za sterówką. Załoga kutrów liczy 4 osoby.
Napęd stanowi jeden silnik wysokoprężny SDm6 Delfin o mocy 165 KM przy 2000 obr./min. Silnik ten napędza przekładnię redukcyjno-nawrotową oraz pojedynczy wał napędowy z jedną śrubą napędową. Kutry te mają jedną płetwę sterową. Energię elektryczną na jednostkach zapewnia zespół prądotwórczy ZE266/53 składający się z silnika Diesla SW266/E53 o mocy 46,5 KM i prądnicy prądu przemiennego.
Na wyposażenie elektroniczne jednostek (stan na 1995 rok) składał się radar nawigacyjny SRN-207A, odbiornik radionawigacyjny RYM-K, radiostacja UKF R-619 oraz radiotelefon FM-309/2. Okręty te nie mają uzbrojenia.